# Società Ginnastica Pro Vercelli 1907-1908
Questa voce raccoglie le informazioni riguardanti la Società Ginnastica Pro Vercelli nelle competizioni ufficiali della stagione 1907-1908.

## Stagione
La stagione si concluse con la vittoria del campionato. Il Pro Vercelli si laurea Campione d'Italia per la prima volta nella sua storia.

## Divise
La maglia utilizzata per gli incontri di campionato era bianca con calzoncini neri.
| Manica sinistra · Maglietta · Manica destra · Pantaloncini · Calzettoni |

## Organigramma societario
Area direttiva
- Presidente: Luigi Bozino

Area tecnica
- Allenatore: Marcello Bertinetti

## Rosa
| N. |                   | Ruolo | Calciatore          |
| -- | ----------------- | ----- | ------------------- |
|    | Italia (bandiera) | P     | Giovanni Innocenti, |
|    | Italia (bandiera) | P     | Giovanni Sassi      |
|    | Italia (bandiera) | D     | Angelo Binaschi     |
|    | Italia (bandiera) | D     | Giuseppe Servetto   |
|    | Italia (bandiera) | C     | Guido Ara           |
|    | Italia (bandiera) | C     | Pietro Leone        |

| N. |                   | Ruolo | Calciatore          |
| -- | ----------------- | ----- | ------------------- |
|    | Italia (bandiera) | C     | Giuseppe Milano I   |
|    | Italia (bandiera) | A     | Marcello Bertinetti |
|    | Italia (bandiera) | A     | Vincenzo Fresia     |
|    | Italia (bandiera) | A     | Felice Milano II    |
|    | Italia (bandiera) | A     | Carlo Rampini I     |
|    | Italia (bandiera) | A     | Annibale Visconti   |

## Prima Categoria

### Eliminatorie
| Arbitro: | Meazza |

|            |           |              |
| Fresia 78’ | Marcatori | Mazzonis 47’ |

| Arbitro: | Recalcati |

|  |           |           |
|  | Marcatori | Rampini I |

### Girone finale

#### Andata
| Vercelli 29 marzo 1908, ore UTC+1 | Pro Vercelli | 0 – 0 | US Milanese | Campo piazzale Conte di Torino |

| Genova 5 aprile 1908, ore UTC+1                         | Andrea Doria | 1 – 2         | Pro Vercelli |  |
| \| \| \| \| \| Sardi I \| Marcatori \| Ara Rampini I \| |              |               |              |  |
|                                                         |              |               |              |  |
| Sardi I                                                 | Marcatori    | Ara Rampini I |              |  |

#### Ritorno
| Vercelli 26 aprile 1908, ore UTC+1            | Pro Vercelli | 1 – 1 | Andrea Doria | Campo piazzale Conte di Torino |
| \| \| \| \| \| Milano II \| Marcatori \| ? \| |              |       |              |                                |
|                                               |              |       |              |                                |
| Milano II                                     | Marcatori    | ?     |              |                                |

| Milano 3 maggio 1908, ore UTC+1            | US Milanese | 0 – 1 referto | Pro Vercelli | Arena Civica |
| \| \| \| \| \| \| Marcatori \| Visconti \| |             |               |              |              |
|                                            |             |               |              |              |
|                                            | Marcatori   | Visconti      |              |              |